# Chelidonium instrigosum
Chelidonium instrigosum là một loài bọ cánh cứng trong họ Cerambycidae.